# Кисељова стена
Споменик природе Кисељова стена (рус. Памятник природы Скала Киселёва) заштићено је природно добро са статусом споменика природе на југу европског дела Руске Федерације, односно на територији њеног Туапсиншког рејона Краснодарске покрајине.
Заштићено подручје обухвата површину од свега 0,9 хектара и чини га 46 метара висока и 60 метара широка стена која се под углом од 90° нагло спушта у воде Црног мора. Стена се налази на око 4 километра северозападно од града Туапсеа, између рта Кадош и и ушћа реке Агој.
Стена је име добила по руском сликару пејзашисти Александру Кисељову који је у својим пејзажима често сликао ово подручје (Кадошке стене, Околина Туапсеа и Силазак мору). Кисељов је у Туапсеу први пут боравио 1886. године, а на оближњем кадошком рту налазила се и његова викендица у којој су се окупљала нека од тада највећих имена руске уметности попут Горког, Ајвазовског, Серафимовича и других.